# Слатеник
Слатеник (словен. Slatenik) — поселення в общині Песниця, Подравський регіон‎, Словенія.